# Doyle (comté de Lassen, Californie)
Pour les articles homonymes, voir Doyle.
Doyle est une census-designated place du comté de Lassen, dans l'État de Californie, aux États-Unis,. En 2020, elle compte une population de 536 habitants.